# Bjarupmose
Bjarupmose er et moseområde, med flere vandhuller og mindre søer stærkt tilgroet af skov og krat. Lyngbygård Å (der løber til Aarhus Å) og Linå (der løber til Gudenå),  har sit udspring her. Mosen, der ligger i Linå Sogn i Silkeborg Kommune, kan ses fra Århus – Silkeborg landevejen få km vest for Låsby
|  | Denne artikel om lokaliteten Bjarupmose kan blive bedre, hvis der indsættes et (bedre) billede. Du kan hjælpe ved at afsøge Wikimedia Commons for et passende billede eller lægge et op på Wikimedia Commons med en af de tilladte licenser og indsætte det i artiklen. |

56°9′20″N 9°44′48″Ø / 56.15556°N 9.74667°Ø